# Lohheide
Lohheide est une zone non incorporée dans l'arrondissement de Celle, au sud de la lande de Lunebourg, dans le Land de Basse-Saxe (Allemagne).

## Géographie

Lohheide dans l'arrondissement de Celle

La zone est située à une dizaine de kilomètres à l'ouest du Parc naturel de Südheide. La zone de Lohheide forme avec celle d'Osterheide (de), voisine à l'ouest, la base militaire de Bergen.
Les administrations voisines sont :
- Bergen (à l'est)
- Winsen (au sud)
- Osterheide (de) (au nord et à l'ouest)
- Wietzendorf (petite frontière au nord-ouest)

La zone comprend des lieux-dits rattachées aux administrations voisines :
- Bergen-Belsen
- Bergen-Hohne
- Bredebeck
- Gudehausen
- Hartmannshausen
- Hasselhorst
- Hörsten
- Hoppenstedt
- Wardböhmen vor dem Holze

## Histoire

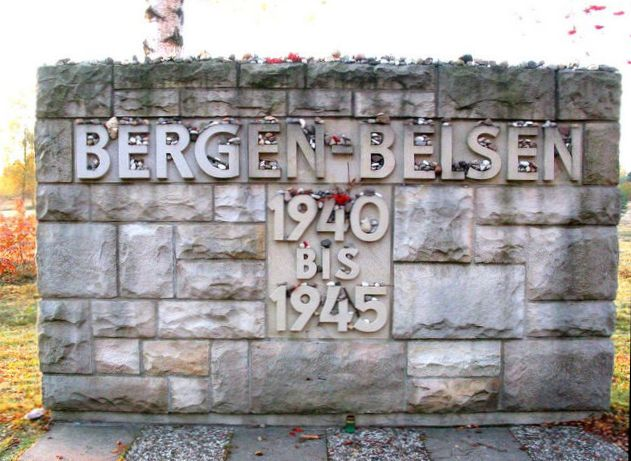
Stèle à l'entrée du camp de Bergen-Belsen.

Le camp de concentration de Bergen-Belsen se situe au sud-est de la zone. Le bureau du mémorial est à Hasselhorst, à l'est de Bergen.
En 1935, la Wehrmacht crée une zone militaire entre Bergen et Bad Fallingbostel. Les habitants de vingt-communes sont expulsés et relogés ailleurs. En 1938, les militaires mettent la zone en fonction.
En 1945, la zone militaire est divisée en deux entre Lohheide et Osterheide (de). Osterheide intègre l'arrondissement de la Lande tandis que Lohheide va à l'arrondissement de Celle.
En 1958, Lohheide accueille la base militaire de Bergen, sous administration de l'OTAN.

## Situation juridique
Lohheide répond à l'article 23, alinéa 3, de la loi constitutionnelle des communes de Basse-Saxe (de). Comme Osterheide, en tant que zone non incorporée, son pouvoir est transféré gouvernement fédéral de Basse-Saxe.
La zone comprend un président de district et des élus représentants de la population. Le président de district est élu parmi les propriétaires terriens. Le pouvoir du conseil se limite à un rôle consultatif.

## Culture et patrimoine

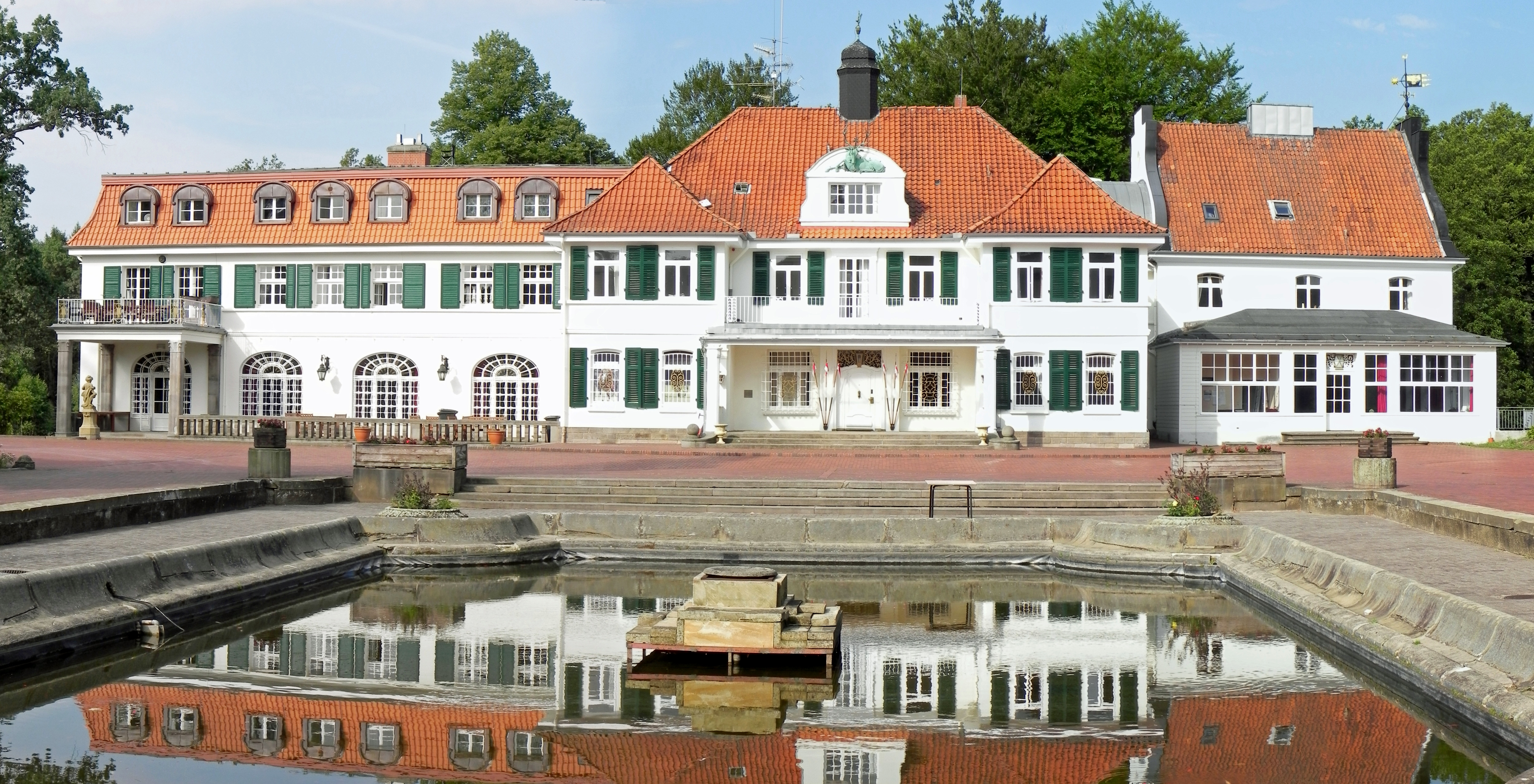
Château de Bredebeck

À l'intérieur de la zone se trouve le Château de Bredebeck, fermé au public. Depuis 1945, il abrite le mess des officiers de l'armée britannique. Il accueille aussi la famille royale britannique lorsqu'elle rend visite aux troupes britanniques présentes en Allemagne.

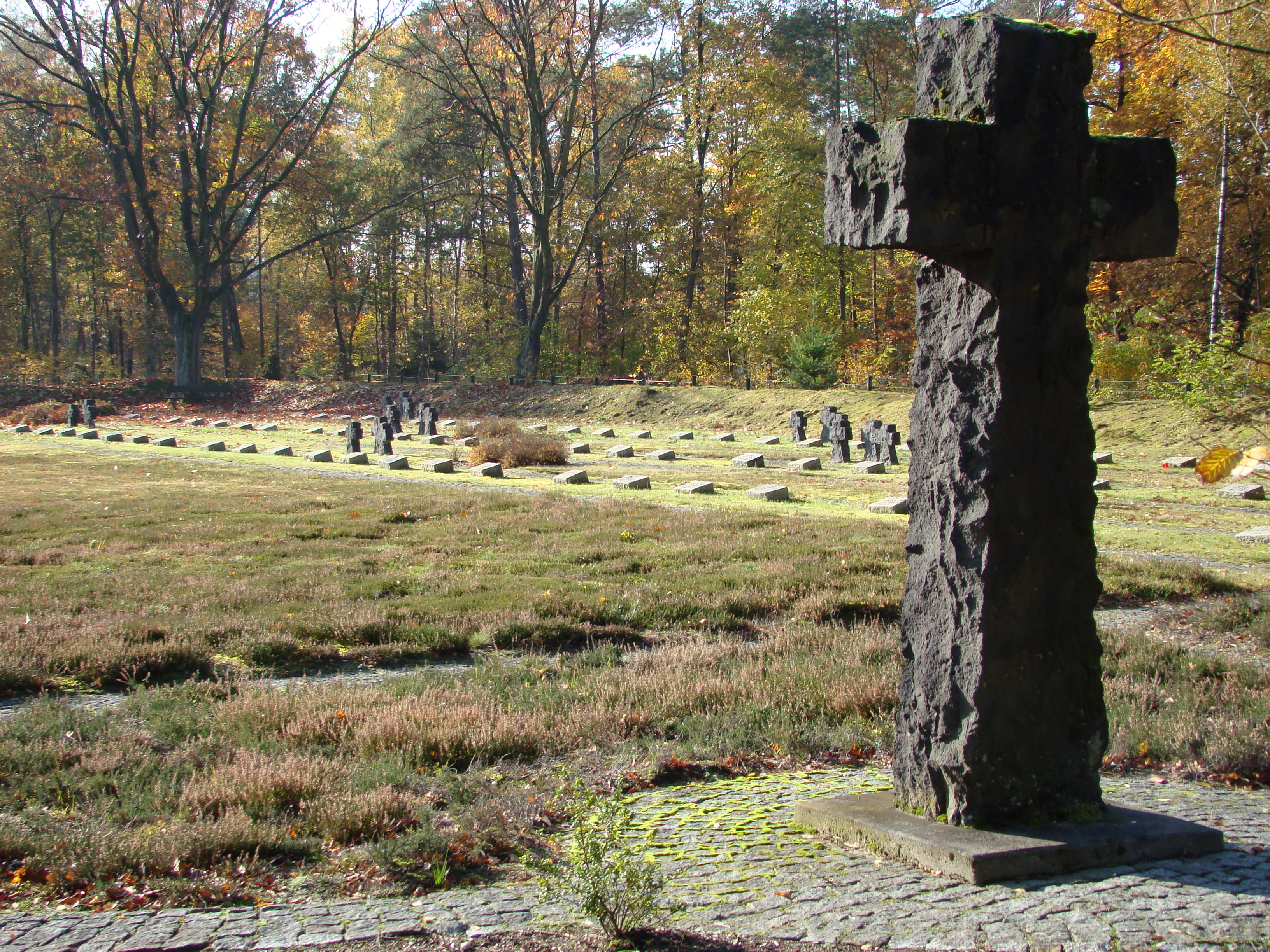
Cimetière des soldats allemands de Lohheide

Outre le camp de concentration de Bergen-Belsen, se trouve le cimetière des victimes de la dictature, le monument pour le général Werner von Fritsch, un cimetière de soldats allemands et un autre de soldats soviétiques prisonniers de guerre.

## Source, notes et références
- (de) Cet article est partiellement ou en totalité issu de l’article de Wikipédia en allemand intitulé « Lohheide » (voir la liste des auteurs).